# Flambeau de l'Est FC
El Flambeau de l'Est es un equipo de fútbol de Burundi que milita en la Primera División de Burundi, la liga de fútbol más importante del país.

## Historia
Fue fundado en 2010 en la ciudad de Ruyigi e iniciaron jugando en la Segunda División de Burundi Grupo Interior, obteniendo el ascenso a la máxima categoría en esa temporada de debut. Su primera temporada en la Primera División de Burundi fue bastante buena, ya que terminaron en la cuarta posición entre 12 equipos y en el torneo de copa llegaron hasta las semifinales, en las que fue eliminado por el Vital'O FC.

### Primer Campeonato
Contra los pronósticos, el Flambeau de l'Est en la temporada 2012/13 se convirtió en el primer equipo que no es de la capital Buyumbura en ser campeón nacional luego de una gran temporada en la cual solamente perdieron un juego y solamate recibieron 8 goles durante todo el torneo, donde su única derrota fue ante el Muzinga FC en la octava jornada.

### Primera aparición internacional
Tras la obtención de su primer título de liga, consiguieron clasificar para su primer torneo internacional, la Liga de Campeones de la CAF 2014, en la cual enfrentarán en la ronda preliminar al Diables Noirs del Congo, al cual dejaron fuera con un marcador global de 2-1, logrando el triunfo de visitante.
En la primera ronda enfrentaron al Cotonsport Garoua de Camerún, un equipo con varias apariciones en el torneo, lo que marcó diferencia para los de Camerún, ya que aunque ganaron el juego de ida en Burundi 1-0, no pudieron conservar la ventaja y fueron apaleados en Garoua 0-5, quedando eliminados del torneo.

## Palmarés
- Primera División de Burundi: 1

2012/13
- Segunda División de Burundi Grupo Interior: 1

2010/11

## Participación en competiciones de la CAF
| Temporada | Torneo                      | Ronda      | Club          | Casa | Visita | Global |
| --------- | --------------------------- | ---------- | ------------- | ---- | ------ | ------ |
| 2014      | Liga de Campeones de la CAF | Preliminar | Diables Noirs | 1-1  | 1-0    | 2-1    |
| 2014      | Liga de Campeones de la CAF | 1          | Cotonsport    | 1-0  | 0-5    | 1-5    |